# Emulgator

A. Twee niet mengbare vloeistoffen, niet geëmulgeerd; B. Een emulsie waarbij fase II verdeeld is in fase 1; C. De onstabiele emulsie ontmengt; D. De oppervlakte-actieve stof (paarse omcirkeling van de interne fase) plaatst zich op het scheidingsvlak tussen beide fases waarmee de emulsie gestabiliseerd wordt

Een emulgator is een stof die helpt bij het mengen van twee stoffen die normaal gesproken niet of moeilijk mengbaar zijn. Op die manier wordt een emulsie gevormd.

## Werking
Emulgatoren behoren tot de oppervlakte-actieve stoffen, gewoonlijk met een anti-waterminnend hydrofoob en een waterminnend hydrofiel deel, die zich kunnen nestelen rondom grenslagen tussen waterige en vettige delen.
Vet en water stoten elkaar af, waardoor een emulsie zonder emulgator makkelijk uit elkaar valt. Een emulgator voorkomt deze afstoting doordat het de waterminnende kant richting het water steekt en de vetminnende kant richting het vet.
In hoeverre het hydrofiele dan wel het lipofiele karakter domineert, wordt weergegeven door de HLB-waarde van de oppervlakte-actieve stof (HLB = Hydrofiel-Lipofiele Balans). Een hoge HLB-waarde (10 tot 18) duidt op een hydrofiele stof, die geschikt is om vetten of oliën in water te emulgeren. Stoffen met een lage HLB (3 tot 8) zijn lipofiel en geschikt voor water-in-olie emulsies.

## Cosmetica
In de cosmetica worden emulgatoren bijvoorbeeld in crèmes en badolie gebruikt. Een crème bestaat grotendeels uit een emulsie van vet in water of van water in vet, terwijl een badolie vaak een emulgator bevat om de olie deels in het water te verdelen. Zonder emulgator zou de olie op het water blijven drijven.
Voorbeelden van emulgatoren die in cosmetische producten worden gebruikt zijn:
- Glyceryl monostearaat
- Polysorbaat 20

## Voeding
Emulgatoren worden in de levensmiddelentechnologie veel toegepast, bijvoorbeeld om producten vochtig of vettig te houden (zoals bij gebak en brood) of om vetoplosbare stoffen met water te kunnen vermengen zoals bij bijvoorbeeld margarine.
Een voorbeeld van een emulgator in voeding is lecithine. Lecithine zit in eigeel en wordt bijvoorbeeld gebruikt bij het maken van mayonaise. Het zorgt voor een goede verbinding tussen vetten en azijn.
In voeding worden diverse E-nummers in de serie van E400 t/m E499 gebruikt.